# Frank: B-Sides
Frank: B-Sides – wydawnictwo będące uzupełnieniem albumu Frank brytyjskiej piosenkarki soulowej Amy Winehouse, wydane 13 maja 2008 roku przez wytwórnię muzyczną Island Records. Płyta została dołączona jako bonus disc do wersji deluxe edition albumu Frank.
Wydawnictwo zawiera 17 kompozycji wokalistki, w tym wykonania live, mixy oraz dema utworów

## Lista utworów
Opracowano na podstawie materiału źródłowego.
1. „Take the Box” (Demo) – 3:24
2. „I Heard Love Is Blind” (Demo) – 2:12
3. „Someone to Watch Over Me” (Demo) – 4:28
4. „What It Is” (Demo) – 4:43
5. „Teach Me Tonight (Hootenanny)” – 3:21
6. „Round Midnight” – 3:47
7. „Fool’s Gold” (B-Side) – 3:38
8. „Stronger Than Me” (Later with Jools Holland, London/2003) – 3:51
9. „I Heard Love Is Blind” (Live at Concorde - Brighton/2008) – 2:27
10. „Take The Box” (Live at Concorde - Brighton/2008) – 3:31
11. „In My Bed” (Live at Concorde) – 5:35
12. „Mr Magic (Through The Smoke)” – 4:03
13. „(There Is) No Greater Love” – 2:36
14. „Fuck Me Pumps” (Explicit) – 5:53
15. „Take The Box” (Seijis Buggin' Mix) – 7:46
16. „Stronger Than Me” (Harmonic 33 Remix) – 3:42
17. „In My Bed” (CJ Mix) – 4:36